# Río Mulato (Uyuni)
Río Mulato (auch: Río Mulatos) ist eine Ortschaft im Departamento Potosí im Hochland des südamerikanischen Andenstaates Bolivien.

## Lage im Nahraum
Río Mulato ist die bevölkerungsreichste Ortschaft des Kanton Coroma im Municipio Uyuni in der Provinz Antonio Quijarro. Die Ortschaft liegt auf einer Höhe von 3822 m an der Mündung des Río Puitokho in den Río Mulato, der wiederum in nordwestlicher Richtung zum Río Márquez hin fließt, der etwa 65 Kilometer nördlich von Río Mulato in den südlichen Teil des Poopó-See mündet.

## Geographie
Río Mulato liegt auf dem bolivianischen Altiplano zwischen der Cordillera Occidental im Westen und der Cordillera Central im Osten. Das Klima der Region ist arid und durch ein typisches Tageszeitenklima charakterisiert.
Die mittlere Durchschnittstemperatur der Region liegt bei knapp 9 °C (siehe Klimadiagramm Pampa Aullagas) und schwankt nur unwesentlich zwischen 5 °C im Juni und Juli und 11 °C von November bis März. Der Jahresniederschlag beträgt rund 300 mm, bei einer ausgeprägten Trockenzeit von April bis Oktober mit Monatsniederschlägen unter 10 mm, und nur wenigen Monaten mit ausreichender Feuchtigkeit; der niederschlagsreichste Monat ist der Januar mit knapp über 70 mm Monatsniederschlag.

## Verkehrsnetz
Río Mulato liegt in einer Entfernung von 305 Straßenkilometern westlich von Potosí, der Hauptstadt des Departamento.
Von Potosí aus führt die Nationalstraße Ruta 1 nach Nordwesten über Tarapaya, Yocalla und Ventilla und erreicht nach 203 Kilometern die Stadt Challapata. Von hier aus führt die Ruta 30 in südlicher Richtung über Santiago de Huari und Sevaruyo Richtung Uyuni am gleichnamigen Salzsee Salar de Uyuni und erreicht nach weiteren 102 Kilometern die Ortschaft Río Mulato.
Der Bahnhof Río Mulato liegt an der Bahnstrecke Antofagasta–La Paz. Hier zweigt die Bahnstrecke Río Mulato–Sucre ab, die mit dem Bahnhof Cóndor auf 4786 m Höhe bis zum Jahr 2006 den zweithöchsten Bahnhof weltweit aufwies, nach dem Bahnhof Ticlio an der Bahnstrecke Lima–La Oroya in Peru. Heute ist der höchstgelegene der Bahnhof Tanggula an der Lhasa-Bahn in China.

## Bevölkerung
Die Einwohnerzahl der Ortschaft ist in den zwei Jahrzehnten zwischen den drei letzten veröffentlichten Volkszählungen leicht zurückgegangen.
| Jahr | Einwohner | Quelle       |
| ---- | --------- | ------------ |
| 1992 | 742       | Volkszählung |
| 2001 | 449       | Volkszählung |
| 2012 | 540       | Volkszählung |
| 2024 |           | Volkszählung |

Die Region weist einen hohen Anteil an Quechua-Bevölkerung auf, im Municipio Uyuni sprechen 43,4 Prozent der Bevölkerung Quechua.